# 蘇玉衡
蘇玉衡為台灣嘉義市市長，於1960年接替何茂取擔任嘉義市市長一職。
| 前任： 何茂取 | 嘉義市市長 1960年4月23日上任 | 繼任： 方輝龍 |